# До мажор (группа)
«До мажор» — советская и российская рок-группа, играющая в жанре прог-рок и авангард.

## История
Группа была основана в 1981 году Андреем Сучилиным. Наряду с такими группами, как «Николай Коперник» и «Звуки Му», стала организатором Московской рок-лаборатории
В разное время в группе играли Юрий Орлов и Олег Андреев (в дальнейшем, основатели группы «Николай Коперник»), сотрудничали — Алексей Козлов, Андрей «Свинья» Панов, Рада Цапина («Рада и Терновник») и Трейси Дрейк. Группа регулярно записывала альбомы, большинство из которых не сохранились по разным причинам.
В 1990 году на свет появился альбом «Ноэма», с которым группа произвела фурор по всей стране, а также заслуженно попала в топ Александра Кушнира «100 магнитоальбомов советского рока». Изначально альбом выпускался в виде самиздатовского двойного кассетного релиза, а в 1992 году был издан фирмой «Мелодия» в сокращенном варианте, в котором Сучилин некоторые композиции сократил, а некоторые, например, «Блюз» — перемикшировал. И только 20 лет спустя в полном варианте был выпущен лейблом «Геометрия» на двух CD. «Богатый» двойник отреставрирован и отмастерен Евгением Гапеевым.
После выпуска альбом Андрей Сучилин надолго уехал из страны, чтобы принять участие в фрипповском семинаре Guitar Сraft. Там же он записал альбом «To Go Out», вызвавший негативные отзывы со стороны коллег-авангардистов. Как вспоминал Сучилин, критика альбома заключалась в том, что авангардисты считали Сучилина недостаточно авангардным, а рокеры — недостаточно рокерским.
Начиная с 1999 года, группа практически не выступала, но о распаде не подумывала. Пауза вызвана тем, что Сучилин уделял много времени продюсированию певицы из Омска Ирины Кузнецовой. А кроме того, участвовал еще в нескольких авангардных проектах. В том числе снова с Дрейком.
25 июня 2018 года Андрей Сучилин скончался в больнице португальского города Фару после продолжительной болезни.

## Дискография
- 1990 — «Ноэма» (магнитоальбом), в сокращенной версии издан на виниле в 1992 году (фирма «Мелодия»), переиздан в полной версии в 2012 году (фирма «Геометрия»)[5]
- 1992 — «АрОкр» (магнитоальбом), совместный альбом с Радой Цапиной, издан на CD в 2018 году (Отделение «Выход»)
- 1994 — «To Go Out» (CD)

## Состав
- Андрей Сучилин — гитара
- Александр Соколов — клавиши
- Дмитрий Шумилов — бас-гитара
- Владимир Глушко — ударные
- Антон Ефимов — гитара

## 6. Группа «До мажор»
- Группа «До мажор» соединила медитативность и прогрессивность Архивная копия от 27 июня 2018 на Wayback Machine
- Контр культ УР’а, 1990
- Воспоминания Андрея Сучилина Архивная копия от 15 февраля 2019 на Wayback Machine / Специальное радио, 2018
- Рок-группы СССР Архивная копия от 24 декабря 2019 на Wayback Machine